# Перис (град, Калифорния)
Перис (на английски: Perris) е град в окръг Ривърсайд, щата Калифорния, САЩ. Перис е с население от 36189 жители (2000) и обща площ от 81,6 km². Намира се на 443 m надморска височина. ЗИП кодовете му са 92570-92572, 92599, а телефонният му код е 951.